# Nec deus intersit, nisi dignus vindice nodus
Nec deus intersit, nisi dignus vindice nodus es una locución latina que significa "no hagáis intervenir a un dios sino cuando el drama es digno de ser desenredado por un dios", y es un precepto de Horacio inserto en el Arte poética, verso 191, a propósito de la tragedia.
Allí Horacio recomienda a los autores trágicos que usen este recurso con mucha prudencia en los desenlaces de las tragedias, haciendo intervenir el deus ex machina solo cuando lo requiera la índole de la obra.
- El contenido de este artículo incorpora material del tomo 34 de la Enciclopedia Universal Ilustrada Europeo-Americana (Espasa), cuya publicación fue anterior a 1945, por lo que se encuentra en el dominio público.

- Datos: Q6039202